# Черкаське (Кам'янський район)
Черкаське (до 2016 — Кі́мовка) — село в Україні, у Затишнянській сільській громаді Кам'янського району Дніпропетровської області. Чисельність населення — 23 мешканці.

## Географія
Село Черкаське розташоване на відстані 2 км від села Лозуватка. Поруч проходить автомобільна дорога Н11.

## Населення

### Мова
Розподіл населення за рідною мовою за даними перепису 2001 року:
| Мова       | Кількість | Відсоток |
| ---------- | --------- | -------- |
| українська | 23        | 100%     |